# Loliolus uyii
Loliolus uyii är en bläckfiskart som först beskrevs av Wakiya och Ishikawa 1921.  Loliolus uyii ingår i släktet Loliolus och familjen kalmarer. Inga underarter finns listade i Catalogue of Life.